# Cobie Sikkens
Jacoba Catharina Sikkens, detta Cobie (Groninga, 11 maggio 1946), è una nuotatrice olandese.

## Carriera

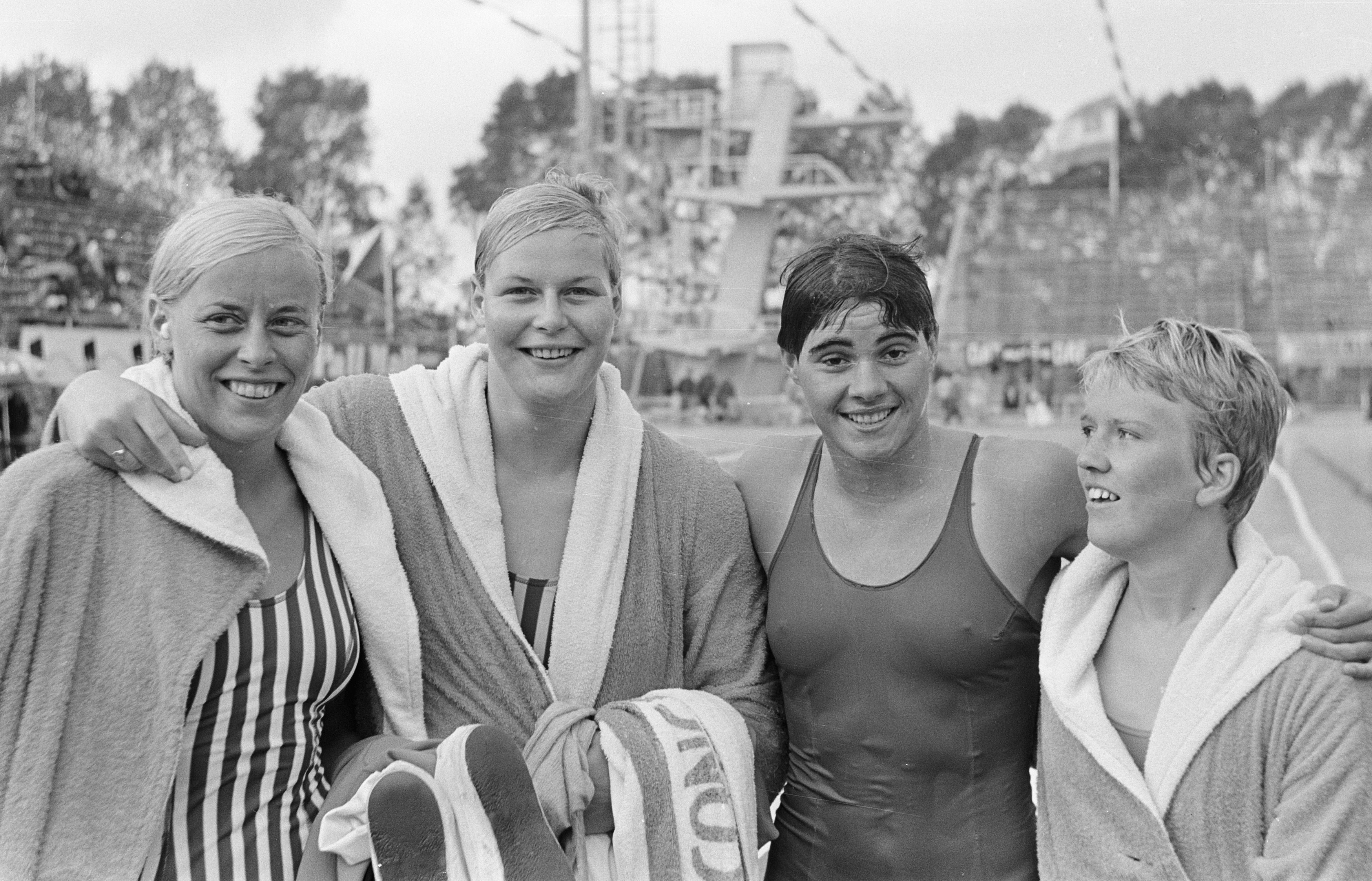
Cobie Sikkens con Gretta Kok, Ada Kok e Toos Beumer agli europei del 1966

Specialista del dorso, Cobie Sikkens fu membro della nazionale olandese nella seconda metà degli anni sessanta.
Nel 1966, a vent'anni, prese parte ai campionati europei di Utrecht, ottenendo la medaglia d'oro nella staffetta 4x100 m misti, insieme a Gretta Kok, Ada Kok e Toos Beumer; il quartetto fece registrare anche il record europeo col tempo di 4'36"4. In quell'occasione, gareggiò anche nei 100 m dorso individuali, piazzandosi settima.
Due anni più tardi, venne convocata per le Olimpiadi di Città del Messico, senza riuscire a raggiungere la finale in nessuna delle due gare a cui prese parte; nei 100 m dorso giunse infatti ventesima, mentre nei 200 m dorso quindicesima.

## Palmarès
| Giochi olimpici                | 100 m dorso            | 200 m dorso            |
| 1968 Città del Messico Messico | 20ª in batteria 1'11"9 | 15ª in batteria 2'36"9 |
| Campionati europei             | 100 m dorso            | 4 × 100 m mista        |
| 1966 Utrecht Paesi Bassi       | 7ª 1'11"3              | Oro: 4'36"4            |